# Rab (empresa)
Rab es un fabricante británico de ropa y equipamiento para escalada y alpinismo. La firma fue fundada en 1981 por el escalador escocés Rab Carrington.

## Historia

### Rab Carrington y fundación

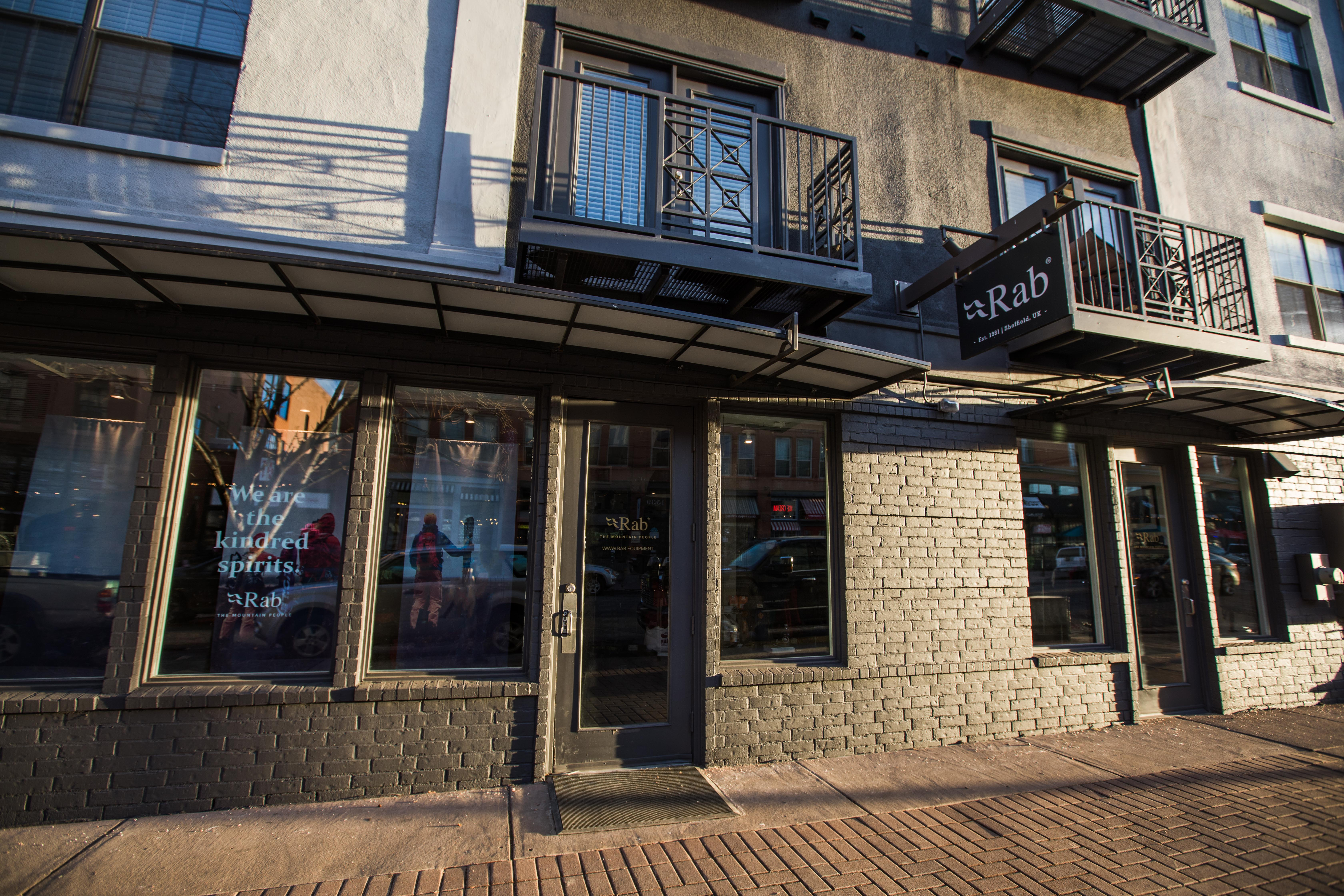
Tienda de ropa de Rab en Platte Street, Denver, Colorado

Rab Carrington (nacido en 1947 en Glasgow) se dedicó a la escalada en roca y al montañismo a finales de los años 60 y 70, realizando expediciones en los Alpes y el Himalaya. En 1973, participó en una expedición a la Patagonia, Argentina, pero cuando su grupo llegó a Buenos Aires se encontraron con que su equipo de escalada no había sido enviado desde Liverpool debido a una huelga en el muelle. Incapaz de comenzar la expedición sin su equipo, Carrington se quedó en Argentina durante seis meses y aprendió a hacer sacos de dormir él mismo. A su regreso, Carrington se mudó a Sheffield debido a su proximidad con Peak District, y en 1980, Carrington comenzó a coser a mano y vender sus propios sacos de dormir desde el ático de su casa.
La demanda de sus sacos de dormir creció y, al año siguiente, Carrington fundó Rab y trasladó la producción a una fábrica en Sheffield. Basándose en su experiencia en la escalada, la ropa de Carrington se centró en productos ligeros, duraderos y de alta calidad.
Rab Carrington se retiró en 2007. La empresa, junto con su competidor Lowe Alpine, fueron adquiridas posteriormente por Equip Outdoor Technologies.

Las chaquetas de plumón, los sacos de dormir y la ropa de expedición de Rab están diseñados teniendo en cuenta el clima frío y emplean plumón de ganso y pato europeo certificado según el estándar de plumón responsable. También se aplica un tratamiento de repelencia al agua libre de fluorocarbonos al plumón utilizado en ropa y sacos de dormir para reducir la saturación de agua. Como casi todos los fabricantes de prendas exteriores, Rab también utiliza aislamiento sintético, tanto solo como junto con plumón.
1. 1 2 3 4  That's Me: Rab Carrington The British Mountaineering Council. 4 March 2006. Retrieved 18 November 2012.
2. ↑  Rab Carrington Bio Mountain Heritage Trust. 20 November 2007. Retrieved 10 May 2018.
3. 1 2  The History of Rab Rab. Retrieved 10 May 2018.
4. ↑  Rab Clothing - Background Climbers-Shop. Retrieved 10 May 2018.
5. ↑  McHale, John (30 de mayo de 2014). «Lowe Alpine clothing production to end again as Rab range extended». grough.co.uk.
6. ↑  Ethical Down in the Outdoor Industry Ultralight Outdoor Gear. Retrieved 14 May 2018.
7. ↑  Find Responsible Down Standard Outdoor Companies Responsible Down Standard. Retrieved 14 May 2018.
8. ↑  Rab and Nikwax: in Partnership Nikwax.co.uk. Retrieved 18 May 2018.
9. ↑  Guide to Water Resistant Down WebTogs. Retrieved 14 May 2018.

- Datos: Q7278452